# ترانزیستور تک‌پیوندی قابل‌برنامه‌ریزی

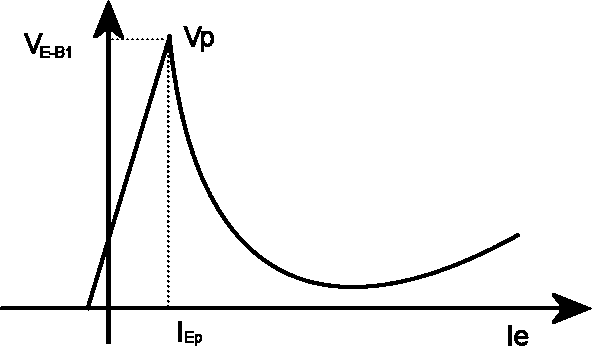
نمودار منحنی مشخصه PUT، مشابه UJT

ترانزیستور تک‌پیوندی قابل‌برنامه‌ریزی (PUT) یک قطعه نیم‌رسانا الکترونیکی سه-سَر است که از لحاظ خصوصیات مشابه ترانزیستور تک‌پیوندی است، با این تفاوت که قابل‌برنامه‌ریزی است. در یک ترانزیستور یک‌پیوندی، ناحیه بیس توسط امیتر به دو قسمت تقسیم می‌شود. دو قسمت بیس یک تقسیم ولتاژ تشکیل می‌دهد که نقطه کار UJT را تنظیم می‌کند. این تقسیم‌کننده ولتاژ را می‌توان با دو مقاومت فیزیکی متصل به ترمینال گیت PUT برنامه‌ریزی کرد. این به طراحی اجازه می‌دهد تا نقطه کار PUT را کنترل کند.

## روش ساختن
در ساختن، ترانزیستور تک‌پیوندی قابل‌برنامه‌ریزی مشابه یکسوساز کنترل شده سیلیکونی است. از چهار لایه، دو لایه نوع p و دو لایه نوع n به نسبت برابر تشکیل شده‌است.

## کاربردها
- برای تحریک تریستورها استفاده می‌شود.
- همچنین از آن به عنوان یک نوسان‌ساز آرامشی استفاده می‌شود.

از سال ۲۰۱۲ آن سمیکانداکتر قطعه: 2N6028 را تولید کرد. 2N6027 نیز در گذشته ساخته شده بود.